# Galumna mauritii
Galumna mauritii är en kvalsterart som beskrevs av Sandór Mahunka 1978. Galumna mauritii ingår i släktet Galumna och familjen Galumnidae. Inga underarter finns listade i Catalogue of Life.